# 特拉华州三百周年半美元
特拉华州三百周年半美元（英語：Delaware Tercentenary half dollar）又称瑞典特拉华半美元（Swedish Delaware half dollar），是美國鑄幣局纪念首批欧洲移民定居特拉华州三百周年的半美元纪念币。硬币正面是把早期殖民者带到特拉华州的“卡尔马之钥号”，背面是老瑞典教堂，据称是美国沿用至今且历史最悠久的新教教堂。硬币正面标称年份1936，背面有代表三百周年起止的1638和1938，没有实际生产年份1937。
国会1936年上半年便在无人反对下通过授权法案，为保护收藏爱好者利益、防范其他硬币生产和发行期间出现的滥发和炒作，法案经修改限制生产硬币的铸币局并加大产量。特拉华州瑞典人三百周年委员会在硬币获授权后马上举办设计竞赛，铸币局首席雕刻师约翰·辛诺克与雕塑家罗伯特·泰特·麦肯齐博士评判，最后卡尔·施密茨胜出。
硬币1937年3月在费城铸币局生产，特拉华州瑞典人三百周年委员会以1.75美元单价向公众出售。出产的2.5万枚共卖出20978枚，利润用于承办三百周年庆典。如今这款半美元价值两三百美元，成色特别好的曾卖到数千美元。

## 背景
1631年，欧洲移民首度尝试定居今特拉华州地界，但他们在今刘易斯附近建立的定居点被莱纳佩人和南蒂科克人原住民摧毁。1638年，瑞典人在以买下曼哈頓岛闻名后又被荷兰人解雇的彼得·米纽伊特（Peter Minuit）带领下乘“卡尔马之钥号”（Kalmar Nyckel）和“狮鹫号”（Fogel Grip）远征，在今威尔明顿地界定居。新瑞典殖民地位于荷兰人在今新泽西州和英格兰人在今马里兰州主张的领土，为毛皮贸易而建，此后几年新殖民地主要是和英格兰人不和，双方不时发生武装冲突直到压倒优势的荷兰舰队于1655年抵达。1664年，英格兰人征服荷兰人在大西洋地区的地盘新尼德兰；1682年，特拉華殖民地划归宾夕法尼亚省新业主威廉·佩恩。特拉华殖民地属十三殖民地，1787年在各州中第一个批准《美国宪法》。
1954年前，美国纪念币都是政府以面值卖给国会授权的某个组织，这些组织再加价向公众转售，新币由此进入二级市场。1936年初，所有早期纪念币的价值都已超过发行价，公众只需买下并持有纪念币就能轻松等待升值赚取利润，许多人因此开始收集硬币，并且尽量买到新发行的币种。受此影响，大量新纪念币发行授权法案递交国会，或倡导周年纪念，或为值得推动的纪念事宜融资。与当时其他纪念币相比，特拉华州半美元的发行动机无关牟利，只是觉得特拉华州是美国第一个州，首批居民定居三百周年无疑值得纪念。国会授权以面值买断半美元的组织是特拉华州瑞典人三百周年委员会，机构主席负责。

## 立法

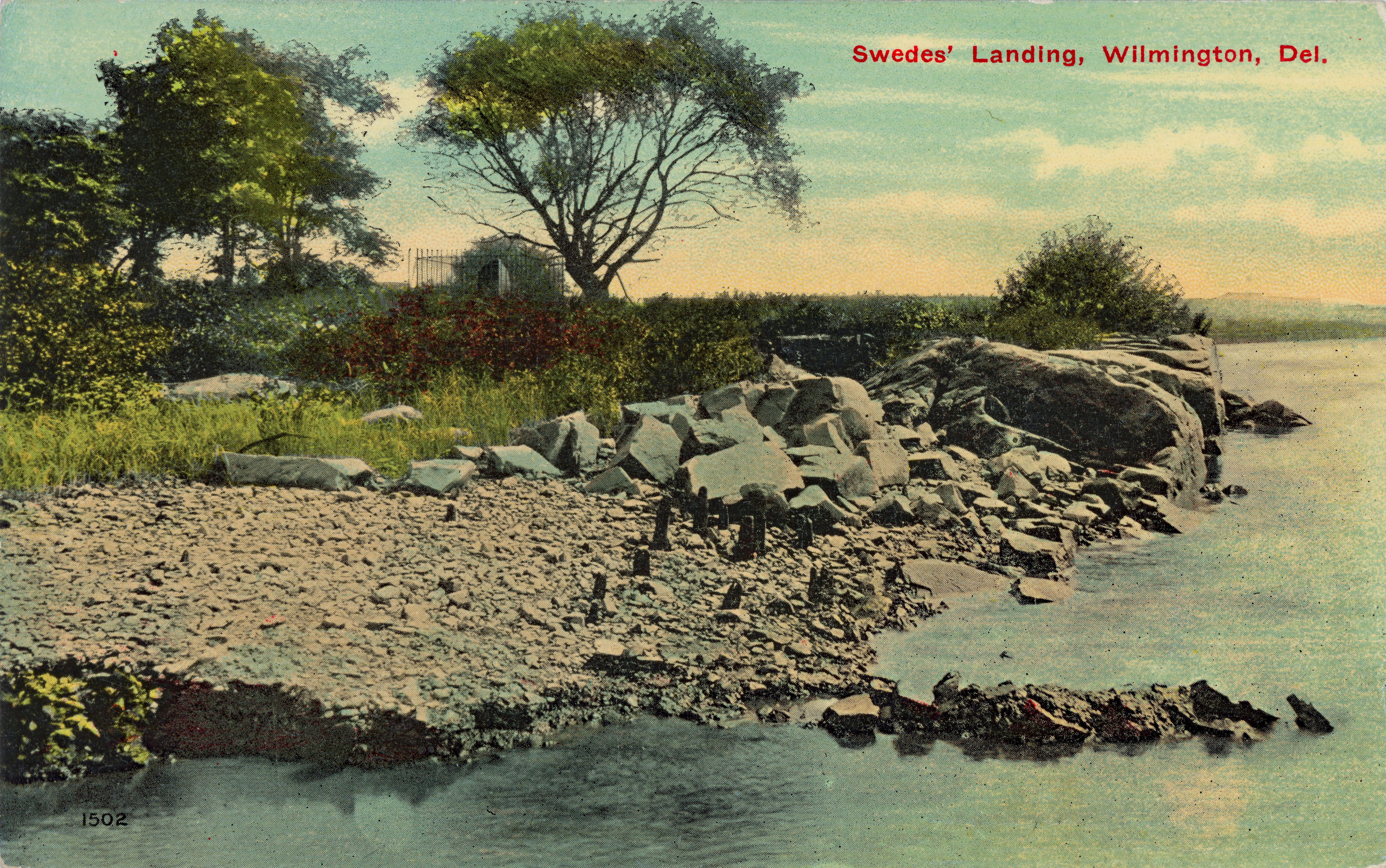
绘有1638年登陆点的20世纪早期明信片

1936年3月4日，宾夕法尼亚州联邦参议员约瑟夫·古菲（Joseph F. Guffey）向国会递交联合决议案，建议授权为瑞典人首度定居特拉华州三百周年发行两万枚半美元纪念币，法案随即转交参议院银行与货币委员会审核。3月11日，科罗拉多州参议员阿尔瓦·布兰查德·亚当斯（Alva B. Adams）带领小组委员会审核包括特拉华州半美元在内的纪念币法案。
亚当斯参议员曾调查20世纪30年代中期部分纪念币发售商滥用发行和溢价权的问题，结果表明部分发售商力争在多个铸币局生产纪念币，不同铸币局出产的硬币上通常有不同铸币标记，这样同一款硬币就会出现不同品种，收藏爱好者为集齐套装只能分别购买，对此以前的硬币授权法案没有限制。德克萨斯州硬币交易商、美国钱币协会官员莱曼·霍夫克（Lyman W. Hoffecker）在小组委员会听证会上作证时指出，以最早于1926年铸造的俄勒冈小径纪念半美元为例，部分纪念币因出产年份和铸币标记不同导致品种繁多，有些品种完全被个别经销商买断，还有一些因产量低致使价格居高不下。为集齐套装，收藏爱好者需要面对大量品种和虚高的价格，他们对此极为不满。

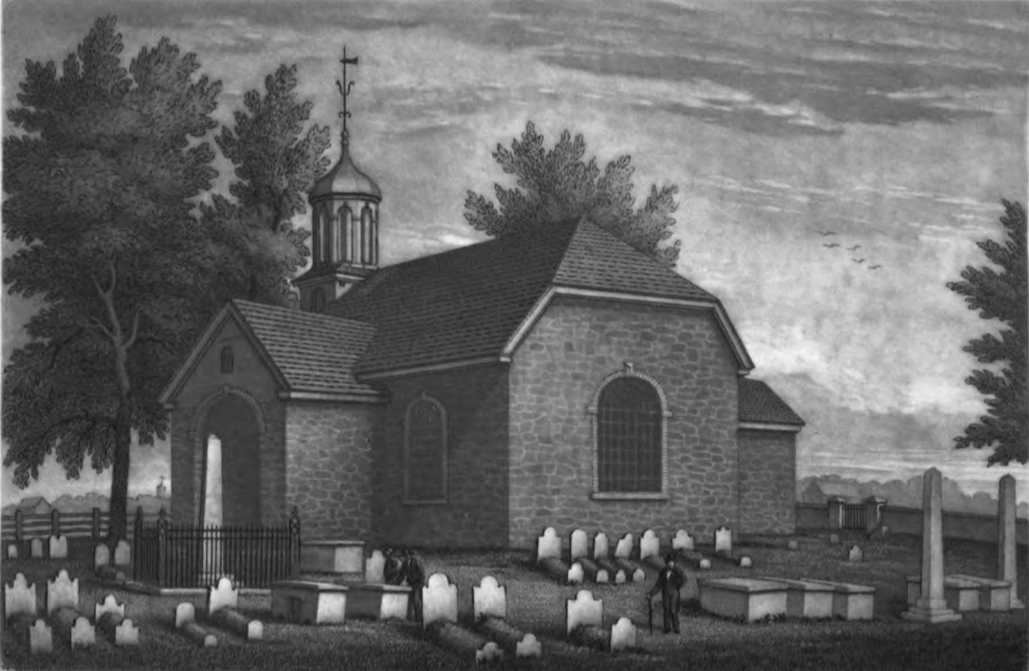
19世纪中期的老瑞典教堂雕版画

古菲的联合决议案此后没有下文，他和特拉华州议员丹尼尔·黑斯廷斯（Daniel O. Hastings）递交新联合决议，把原本由特拉华州瑞典人三百周年委员会铸币小组委员会主席负责纪念币发行改成三百周年委员会主席负责，向铸币局下发的订单需有后者签字。3月26日，亚当斯向参议院回报时附上修正条款，把法案全盘重写并在附加报告中说明：“委员会建议取消上述条例草案的某些规定，并对今后所有纪念币发行法案一视同仁。如允许硬币在多家铸币局生产，或是负责纪念币发售的组织可以自行决定每批生产的数量和时间。”他还表示：“委员会建议硬币只能在铸币局局长选定的一家分局生产，每批产量不少于五千枚。”
1936年3月27日参议院审议联合决议案，随后还连审五道硬币法案。六道法案都在修正后通过，文献纪录没有任何异议或辩论。法案抵达众议院后转铸币与度量衡委员会，4月16日委员会回报并建议把最低发行量提升到2.5万枚。4月30日，特拉华州议员约翰·乔治·斯图尔特（J. George Stewart）提议众议院审核，议会通过法案，无人反对或提意见。
两院通过的版本不一致，故参议院需重新审核。5月4日，参议院接受亚当斯提议同意众议院修订。5月15日，授权发行至少2.5万枚半美元的法案经富兰克林·德拉诺·罗斯福总统签字生效。美国财政部担心层出不穷的纪念币会导致民众混淆、伪造泛滥，故反对新币发行并准备为罗斯福起草否决声明，但总统还是签字批准法案。新法规定硬币只能在一家铸币局生产并标称年份1936，而且必须在法案颁布一年内发行，即不超过1937年5月15日。

## 准备
1936年5月18日，三百周年委员会总书记乔治·雷登（George Ryden）致信铸币局助理局长玛丽·玛格丽特·奥赖利询问铸币流程，声称委员会可能分两批订购最多五万枚硬币，还计划为硬币设计举办公开竞赛。其他负责纪念币发行的组织大多靠铸币局推荐或在当地挑选等手段决定设计人选，极少采用公开竞赛。铸币局首席雕刻师约翰·辛诺克（John R. Sinnock）、知名雕塑家罗伯特·泰特·麦肯齐（Robert Tait McKenzie）博士担任评判。共有40多项作品争夺500美元奖金和入选硬币设计的荣誉，德法裔美国人卡尔·施密茨（Carl L. Schmitz）胜出。施密兹为硬币两面挑选的主题分别是“卡尔马之钥号”和威尔明顿的老瑞典教堂。
设计方案转交美国美术委员会审核，印刷稿1936年11月5日送雕塑家委员李·劳列（Lee Lawrie）。根据沃伦·盖玛利尔·哈定总统1921年签署的行政命令，该委员会有权对包括硬币在内的各种公共美术品提供设计建议。三百周年委员会起初没有透露设计师身份，劳列在11月9日致信美术委员会书记汉斯·卡梅尔（Hans Caemmerer），称赞“（石膏）模型出自懂行的人之手，非常优秀”。但他不确定设计图案到底是什么意思，希望三百周年委员会说明。三百周年委员会主席沃德（C.L. Ward）11月14日给卡梅尔回信说明设计图案内容并透露这是施密茨的作品，希望调整图案上的教堂形状。12月14日，美术委员会批准设计并同意落实沃德的建议。模型经施密茨修改，再由纽约奖章用品公司（Medallic Art Company）缩制成硬币大小的出币毂。

## 设计

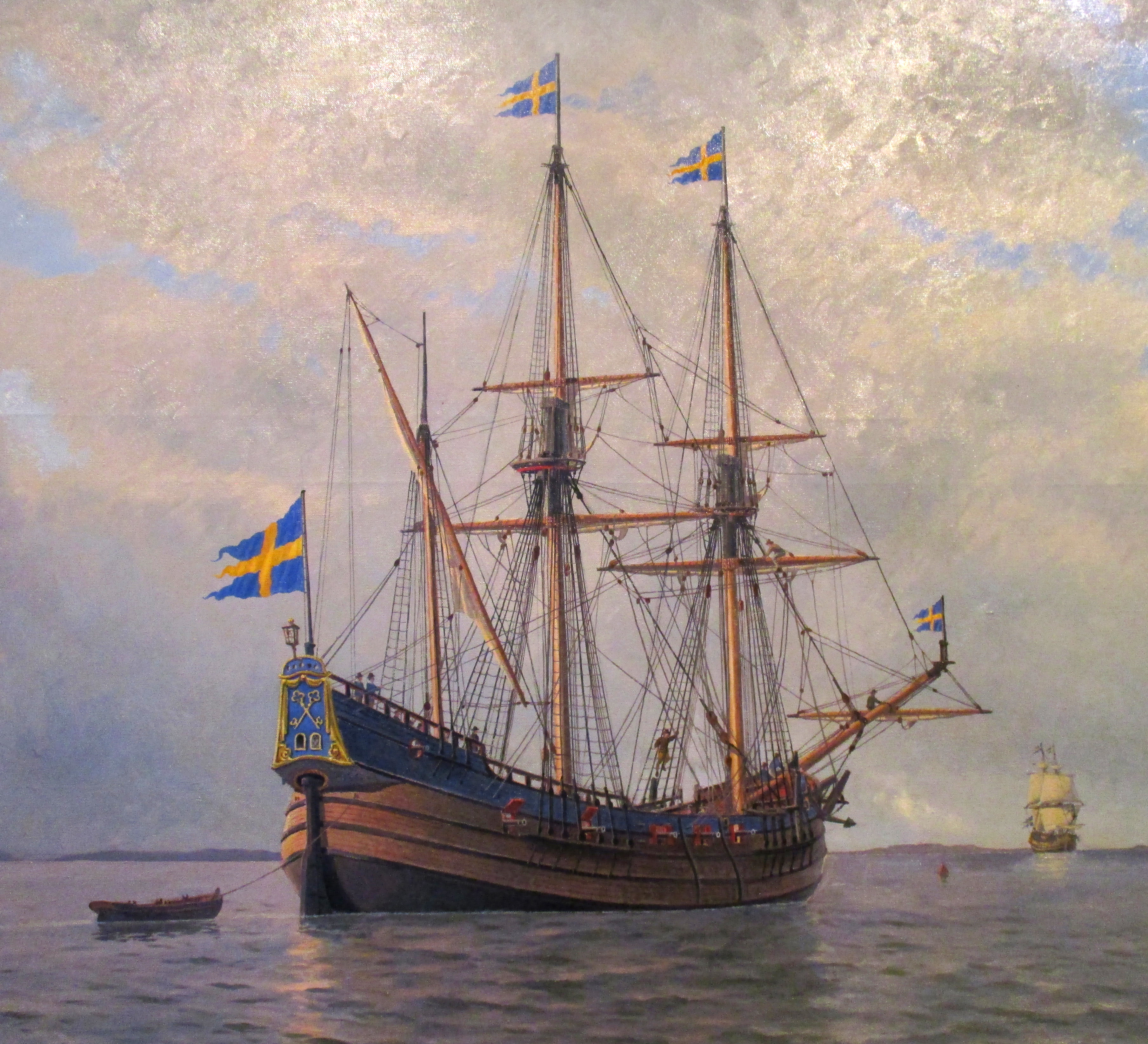
雅各布·哈格绘画《卡尔马之钥号》

铸币局文献把老瑞典教堂视为硬币正面，三百周年委员会相反，钱币学作家昆汀·戴维·鲍尔斯（Q. David Bowers）称收藏爱好者逐渐倾向支持铸币局的判断，但安东尼·斯沃泰克（Anthony Swiatek）2012年的纪念币著作指出部分收藏爱好者和经销商有不同意见。老瑞典教堂建于1699年，据称是美国沿用至今且历史最悠久的新教教堂。斯沃泰克与沃尔特·布林（Walter Breen）的纪念币著作指出，硬币上的教堂与1699年建成时不符，上面的塔楼和钟楼是1802年新增。教堂上方阳光穿透云层，斯沃泰克和布林认为这象征逆境中仍有天神眷顾。教堂下方是格言（“我们信仰上帝”），再下是授权法案规定的年份“1936”。图案边缘是发行国全名（“美利坚合众国”）和面值（“半美元”）环绕。
硬币背面是“卡尔马之钥号”，根据瑞典制作并存放在瑞典海事博物馆的原船模型设计。设计师的姓名首字母缩写位于船右。船下的波浪下方是格言（“自由”）与（“合众为一”），最下面的硬币边缘是三百周年起止年份“1636”和“1936”，所以上面既有1936又有1938，就是没有纪念币实际生产年份“1937”。除起止年份外，背面边缘还有（“特拉华州三百周年”）字样，与两个年份之间由三个菱形分隔。菱形代表钻石，特拉华州又称“钻石州”，三个菱形分别象征该州三县：肯特县、紐卡斯爾縣、蘇塞克斯縣。
大卫·布罗瓦（David Bullowa）1938年的纪念币专著认为特拉华州半美元“设计简洁有效，传说脍炙人口，硬币整体极具品味”。美术史学家科尼利厄斯·弗缪尔（Cornelius Vermeule）在美国钱币和奖章主题著作表示，特拉华州半美元的设计彰显简约和胆识。船和建筑的设计图案往往极易踩雷，但施密茨选择的铭文明智、稳固且不落俗套。即便三句标准格言也分在两面并且不那么显眼，巧妙避免影响观感。虽说没啥新意，但足以在同辈中脱颖而出。

## 发行

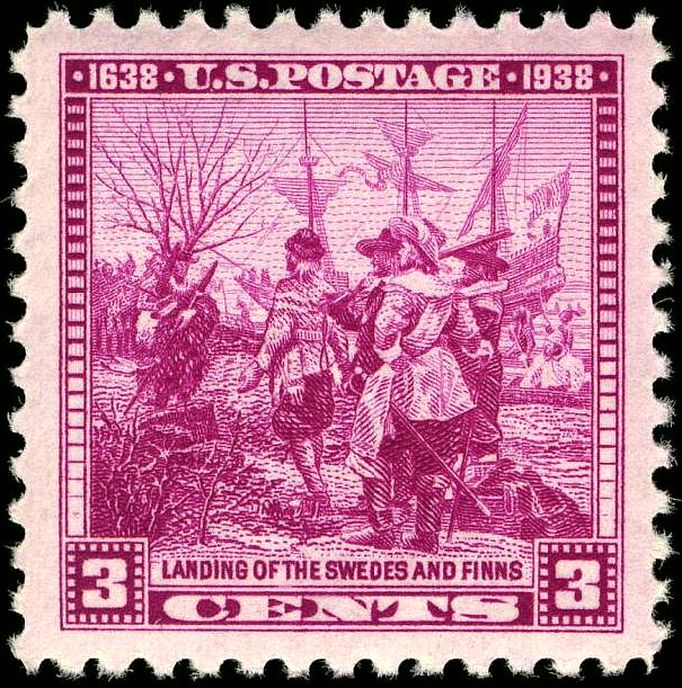
美國郵政部1938年为瑞典人定居特拉华州三百周年发行的邮票

费城铸币局1937年3月生产25015枚特拉华州半美元，其中15枚留待来年化验委员会的年度检测。三百周年委员会通过威尔明顿的公平信托公司以1.75美元单价出售，预先订购的半美元在三月下旬到四月发出，最后共售出20978枚，余下4022枚退回铸币局熔毁。
1938年，三百周年庆典在瑞典和美国举行，纪念币销售收益用于地方活动开销。瑞典也为此次周年发行纪念币，面额两瑞典克朗，设计图案也是“卡尔马之钥号”。纽约商人韦特·雷蒙德（Wayte Raymond）等钱币经销商在美国推广两种纪念币，雷蒙德把两者合并为收藏品发售。除此以外三百周年还催生几种私营纪念章，美國郵政部1938年6月27日在威尔明顿发行三美分新纪念邮票，斯科特目录编号836。
未流通级成色的特拉华州半美元1940年要价约1.5美元，1950年涨至2.75美元，1960年18美元，1985年350美元。根据理查德·约曼（Richard S. Yeoman）2020年豪华版的《美国钱币指南手册》（A Guide Book of United States Coins），如今这款纪念币视成色而定，价值在210至350美元范围。2008和2011年均有成色特别好的样本以7475美元售出。当年经销商向买家提供的原版包装最多可装五枚半美元，包装盒如今价值75到125美元，如果还有原版信封最高可到200美元，具体视成色而定。

## 脚注
1. 1 2 3 4 5 6 7  Yeoman，第1101頁.
2. 1 2 3  Flynn，第355頁.
3. ↑  Crowell，第121頁.
4. ↑  Mint Marks.
5. 1 2  Slabaugh，第135–136頁.
6. ↑  Morgan 2005，第7–9頁.
7. ↑  Swiatek & Breen，第79頁.
8. ↑  Bowers，第62–63頁.
9. 1 2 3 4 5 6  Delaware 50C.
10. 1 2  74 S. J. Res. 224.
11. 1 2  Senate hearings，第title page, 1–2頁.
12. ↑  Senate hearings，第11–12頁.
13. ↑  Senate hearings，第18–23頁.
14. ↑  74 S. J. Res. 231.
15. ↑  Senate report，第1頁.
16. ↑  1936 Congressional Record, Vol. 82, Page 4489–4490 (1936-03-27)
17. ↑  House report，第1頁.
18. ↑  1936 Congressional Record, Vol. 82, Page 6495 (April 16, 1936)
19. ↑  1936 Congressional Record, Vol. 82, Page 6611 (1936-05-04)
20. ↑  United States Senate Committee on Banking and Currency 1947，第36–38頁.
21. 1 2  Flynn，第272頁.
22. 1 2  Flynn，第273頁.
23. ↑  Taxay，第v–vi頁.
24. 1 2  Taxay，第210頁.
25. 1 2  Bowers，第348頁.
26. ↑  Swiatek，第328頁.
27. ↑  Swiatek，第328–329頁.
28. ↑  Swiatek & Breen，第79–81頁.
29. 1 2  Swiatek，第329頁.
30. 1 2  Bullowa，第163頁.
31. ↑  Vermeule，第200–201頁.
32. ↑  Bowers，第349頁.
33. ↑  Numismatist & 193705.
34. ↑  Early Commemorative Coins.
35. ↑  Swiatek & Breen，第82頁.
36. ↑  Bowers，第350頁.
37. ↑  Swiatek，第330–331頁.